# Ronde van Frankrijk 2009/Eerste etappe
De eerste etappe van de Ronde van Frankrijk 2009 was een individuele tijdrit en werd verreden op zaterdag 4 juli 2009 over een afstand van 15,5 kilometer, waarvan 7,5 kilometer door Monaco, waar ook de start en finish was. Het was voor het eerst sinds de Ronde van Frankrijk 1964 dat de koers Monaco aandeed, ook de start van de tweede etappe vond in Monaco plaats.
Om 16:00 uur startte de eerste renner, Kenny van Hummel. Carlos Sastre, de tourwinnaar van 2008, ging als laatste van start om 19:08,30 uur. Halverwege het parcours was een klim van de vierde categorie, waarna een lastige afdaling volgt. De laatste drie kilometer, met de bekende tunnelpassage van de Formule 1, zijn vlak en de finish was bij de haven.

## Verloop
Om 16:00 uur stipt begon Kenny van Hummel als eerste renner aan de eerste etappe van de 96e Tour de France. Fabian Cancellara pakte het eerste geel in de openingsetappe. De Zwitserse tijdritspecialist had over de tijdrit 19'32" nodig, 18 tellen minder dan Alberto Contador. De Spanjaard was halverwege de tijdrit, op de top van de Côte de Beausoleil, nog de snelste, en hield daar de eerste bolletjestrui aan over.
Astana, dat vorig jaar werd uitgesloten van deelname in de Tour, liet meteen van zich horen. Naast kopman Alberto Contador bezetten ook de terugkerende Lance Armstrong, Levi Leipheimer en Andreas Klöden een plaats in de top tien. Grote verliezen waren er voor Rabobank renner Denis Mensjov, die anderhalve minuut later over de streep kwam, de Luxemburgers Fränk Schleck en Kim Kirchen, en de Belg Stijn Devolder. Beste Belg was Maxime Monfort (24e op 1'10"), beste Nederlander Robert Gesink (31e op 1'15"). Jawhen Hoetarovitsj sloot de rij af als 180e en laatste, net achter Van Hummel, op 3'50".

### Bergsprint
| Beklimming Côte de Beusoleil na 7,5 km | Beklimming Côte de Beusoleil na 7,5 km | Beklimming Côte de Beusoleil na 7,5 km | 4e cat. 7,2 km à 2,7 % | 4e cat. 7,2 km à 2,7 % |
| Plaats                                 | Naam                                   | Naam                                   | Punten                 |                        |
| Winnaar                                | Alberto Contador                       | Alberto Contador                       | 3                      |                        |
| 2                                      | Tony Martin                            | Tony Martin                            | 2                      |                        |
| 3                                      | Bradley Wiggins                        | Bradley Wiggins                        | 1                      |                        |

## Uitslag (tevens algemeen klassement)
| Rang | Renner            | Land                | Ploeg             | Tijd   |
| ---- | ----------------- | ------------------- | ----------------- | ------ |
|      | Fabian Cancellara | Zwitserland         | Team Saxo Bank    | 19'32" |
| 2    | Alberto Contador  | Spanje              | Astana            | op 18" |
| 3    | Bradley Wiggins   | Verenigd Koninkrijk | Garmin-Slipstream | op 19" |
| 4    | Andreas Klöden    | Duitsland           | Astana            | op 22" |
| 5    | Cadel Evans       | Australië           | Silence-Lotto     | op 23" |
| 6    | Levi Leipheimer   | Verenigde Staten    | Astana            | op 30" |
| 7    | Roman Kreuziger   | Tsjechië            | Liquigas          | op 32" |
| 8    | Tony Martin       | Duitsland           | Team Columbia     | op 33" |
| 9    | Vincenzo Nibali   | Italië              | Liquigas          | op 37" |
| 10   | Lance Armstrong   | Verenigde Staten    | Astana            | op 40" |

## Nevenklassementen

### Puntenklassement
| Rang | Renner            | Land                | Ploeg             | Punten |
| ---- | ----------------- | ------------------- | ----------------- | ------ |
|      | Fabian Cancellara | Zwitserland         | Team Saxo Bank    | 15     |
| 2    | Alberto Contador  | Spanje              | Astana            | 12     |
| 3    | Bradley Wiggins   | Verenigd Koninkrijk | Garmin-Slipstream | 10     |

### Bergklassement
| Rang | Renner           | Land                | Ploeg             | Punten |
| ---- | ---------------- | ------------------- | ----------------- | ------ |
|      | Alberto Contador | Spanje              | Astana            | 3      |
| 2    | Tony Martin      | Duitsland           | Team Columbia     | 2      |
| 3    | Bradley Wiggins  | Verenigd Koninkrijk | Garmin-Slipstream | 1      |

### Jongerenklassement
| Rang | Renner          | Land      | Ploeg         | Tijd   |
| ---- | --------------- | --------- | ------------- | ------ |
|      | Roman Kreuziger | Tsjechië  | Liquigas      | 20'04" |
| 2    | Tony Martin     | Duitsland | Team Columbia | op 1"  |
| 3    | Vincenzo Nibali | Italië    | Liquigas      | op 6"  |

### Ploegenklassement
| Rang | Land             | Ploeg               | Tijd   |
| ---- | ---------------- | ------------------- | ------ |
|      | Kazachstan       | Astana              | 59'46" |
| 2    | Denemarken       | Team Saxo Bank      | op 31" |
| 3    | Verenigde Staten | Garmin - Slipstream | op 44" |

1e etappe ·
2e etappe ·
3e etappe ·
4e etappe ·
5e etappe ·
6e etappe ·
7e etappe ·
8e etappe ·
9e etappe ·
10e etappe ·
11e etappe ·
12e etappe ·
13e etappe ·
14e etappe ·
15e etappe ·
16e etappe ·
17e etappe ·
18e etappe ·
19e etappe ·
20e etappe ·
21e etappe
Startlijst · Eindstanden · Afbeeldingen